# Aeropuerto Internacional de Pekín-Daxing
El Aeropuerto Internacional de Pekín-Daxing (en chino tradicional, 北京大興國際機場; pinyin, Běijīng Dàxīng Guójì Jīchǎng) (IATA: PKX, OACI: ZBAD) es un aeropuerto internacional que sirve a la ciudad de Pekín y sus alrededores. Después de casi cinco años de construcción, el aeropuerto fue inaugurado el 25 de septiembre de 2019. Servirá como hub para las aerolíneas de la alianza SkyTeam (excepto China Southern Airlines que acaba de abandonar Skyteam) y algunos miembros de Oneworld.
Fue construido en el distrito de Daxing y partes del distrito de Guangyang en Langfang, Hebei, ubicado a 46 km al sur del centro de la ciudad.  Se espera que el nuevo aeropuerto sirva a Pekín, Tianjin y Hebei. El aeropuerto cubrirá un área de 2,680 hectáreas.
El diseño fue realizado por el estudio de la arquitecta Zaha Hadid.

## Historia

### Propuestas iniciales
Los primeros informes de los medios de comunicación de septiembre de 2011 sugirieron que podría haber hasta 9 pistas en el nuevo aeropuerto: 8 pistas para la aviación civil más una pista dedicada al uso militar.
Reemplazaría al Aeropuerto Internacional de Beijing Capital (que tenía 83 millones de pasajeros en 2013, el segundo más en el mundo) como el principal aeropuerto de Beijing, y sería el más grande de China. Se planeó que el aeropuerto pudiera manejar de 120 a 200 millones de pasajeros al año, lo que, si la capacidad se utilizara por completo, lo convertiría en el aeropuerto más activo del mundo por tráfico de pasajeros, superando con creces al Aeropuerto Internacional Hartsfield-Jackson de Atlanta.

### Aprobación para la construcción
Aprobación oficial de construcción por la Comisión Nacional de Desarrollo y Reforma el 22 de diciembre de 2014. Pidió la construcción de un aeropuerto en la parte sur del distrito Daxing de Beijing, a lo largo de la frontera entre Beijing y la provincia de Hebei. 
No se publicaron diseños ni planos debido a las negociaciones en curso. Se dijo que constaría de 7 pistas, 6 para uso civil y 1 para fines militares. La construcción se completó en septiembre de 2019 con una capacidad de transporte de 75 millones de pasajeros para 2025. El costo de construcción se estimó inicialmente en al menos 70 mil millones de RMB (US $ 11,2 mil millones), incluidos los 37 km (23 millas) del Ferrocarril interurbano Beijing-Xiong'an (sección Beijing), hasta la estación de ferrocarril Beijing Oeste.

### Diseño y contratistas
El plan maestro del aeropuerto fue preparado por NACO (consultores aeroportuarios de los Países Bajos) y contará con un centro de transporte terrestre que proporcionará al aeropuerto conexiones de transporte público con trenes de alta velocidad, metro, autopistas, rutas de autobuses del aeropuerto de Beijing, autobuses locales e inter- sistema de transporte del aeropuerto.
El edificio de la terminal fue diseñado por los arquitectos británicos Zaha Hadid Architects, planificadores franceses ADPI y socios, y ejecutado por el Instituto de Diseño Arquitectónico de Beijing (BIAD). Consiste en un eje central con seis radios curvos. La fachada fue diseñada por XinShan Curtainwall y el Instituto de Diseño Arquitectónico de Beijing. Arup fue subcontratado por el Instituto de Diseño Arquitectónico de Beijing como consultor de ingeniería contra incendios, mientras que China IPPR International Engineering se encargó de los diseños del sistema de seguridad y del sistema de equipaje. BuroHappold Engineering, como parte del consorcio, trabajó con los arquitectos para integrar soluciones de ingeniería en el diseño del aeropuerto.
El estudio de diseño de Hong Kong Lead 8 fue designado diseñador principal del edificio de servicios integrados (el sexto muelle) en 2018. 
La terminal, según Lead 8, abarcará "un diseño intencionado de espacios de trabajo, con tiendas, restaurantes y entretenimiento integrados opciones para la gran cantidad de pasajeros que se esperan, "con planes para incorporar hoteles interactivos para mascotas, una guardería, comercio minorista y comedor híbrido en línea y una sala de exposiciones para empresas.
Otros contratistas involucrados en el proyecto incluyen el Instituto de Diseño de Ingeniería Electrónica de China, Tecnología Electrónica de Aviación Civil, The Third Rail Survey and Design Institute Group Corporation (TSDI China), el Instituto General de Investigación de Diseño de Construcción de la Ciudad de Beijing y el Instituto General de Investigación y Diseño de Ingeniería Municipal de Beijing. Beijing TsingHua TonHeng Urban Planning and Design Institute, Central Academy of Fine Arts, Dtree, Lea-Elliot, Lighting Design Studio y East Sign Design & Engineering también participaron en el proyecto.

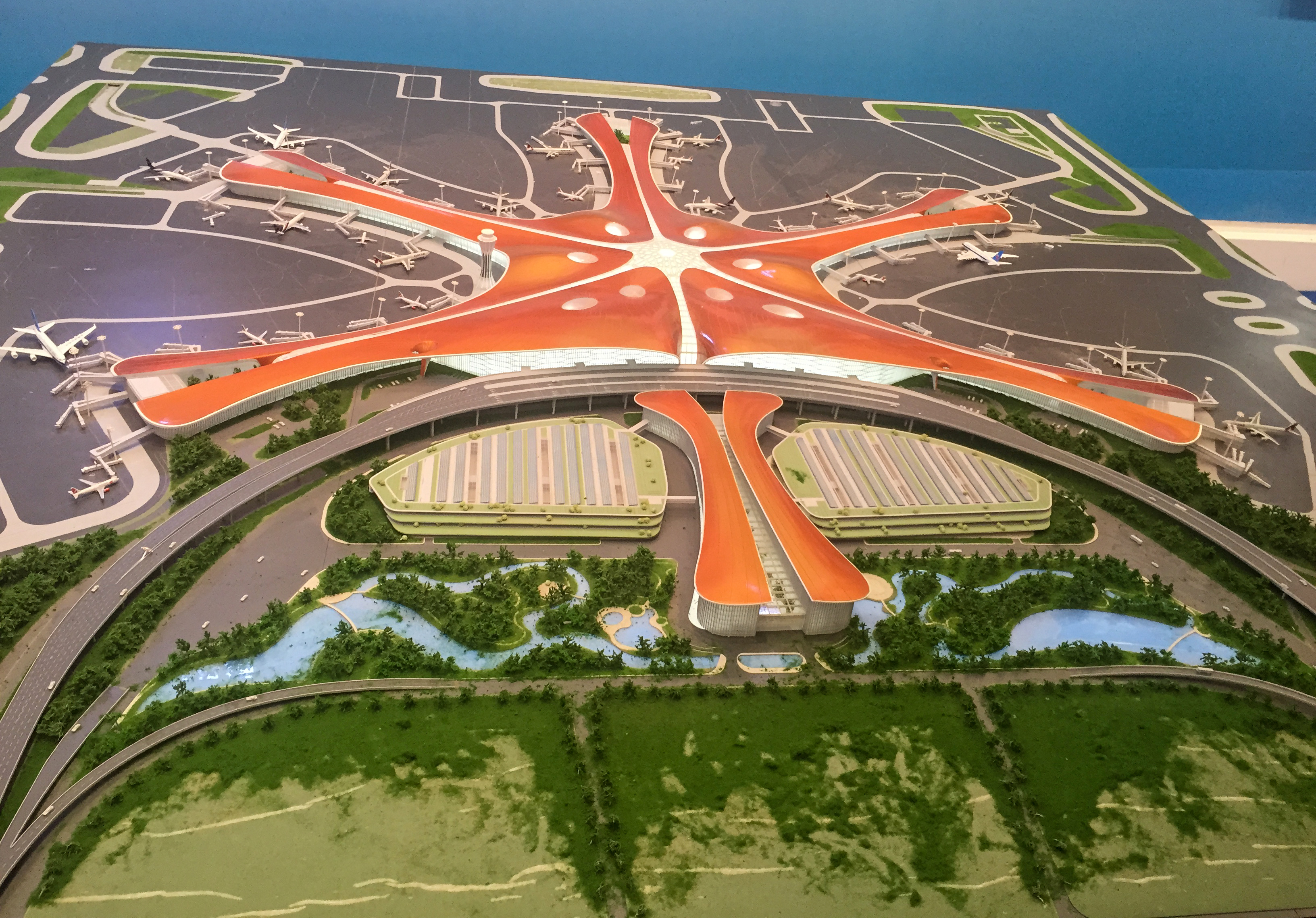
Maqueta conceptual del aeropuerto

Los proveedores incluyen Xsight Systems, T-Systems, Schindler, Thales, Beijing EasySky Technology y Oasys.

### Construcción

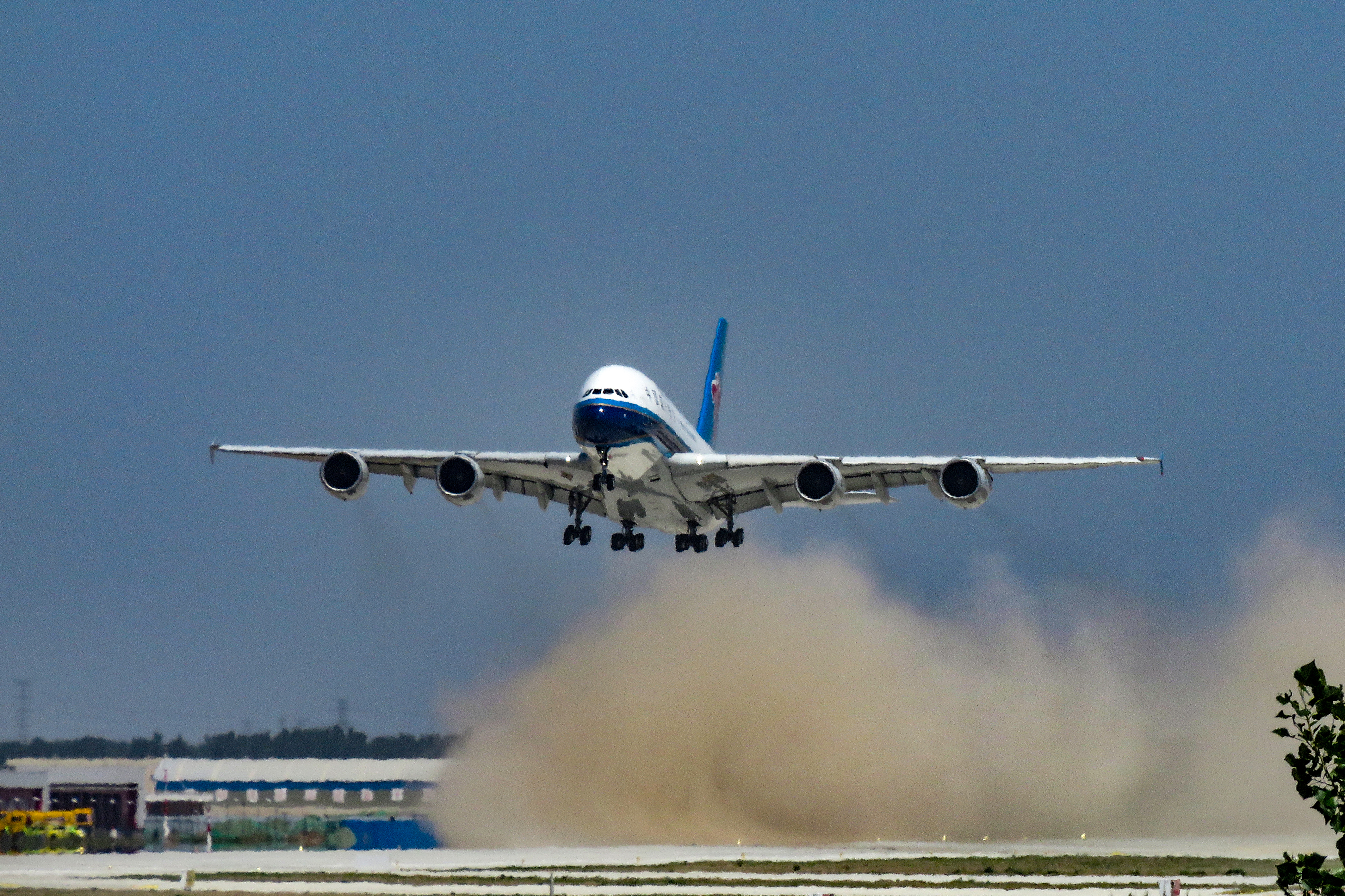
Un Airbus A380-800 de China Southern Airlines despega en PKX (13 de mayo de 2019).

La construcción del aeropuerto se inició el 26 de diciembre de 2014 y estuvo a cargo del ingeniero jefe Guo Yanchi. Para marzo de 2017, la terminal tenía su estructura de hormigón cubierta. El 23 de enero de 2019 comenzó a realizarse la primera inspección en vuelo y se esperaba que se completara en marzo.
El 30 de junio de 2019, el aeropuerto terminó oficialmente la construcción y estaba en preparación para su apertura en septiembre. La construcción del aeropuerto costó CN ¥ 120 mil millones (aproximadamente US $ 17 mil millones), y otros proyectos en la periferia costaron CN ¥ 330 mil millones (US $ 46,2 mil millones), dando un costo total de CN ¥ 450 mil millones (US $ 63 mil millones).

### Apertura
El aeropuerto se inauguró el 25 de septiembre de 2019, solo seis días antes del 70 aniversario de la República Popular China, en una ceremonia a la que asistió el presidente chino y el secretario general del Partido Comunista, Xi Jinping. Los vuelos inaugurales de siete aerolíneas chinas comenzaron más tarde en la tarde, aunque los vuelos que operaban fuera del aeropuerto ese día eran solo para miembros, siendo el primer vuelo oficial fuera del aeropuerto un Airbus A380 operado por China Southern Airlines. Los vuelos para el público comenzaron al día siguiente, el 26 de septiembre de 2019. El primer vuelo comercial aterrizó en Beijing Daxing a las 10:12 (UTC + 8), 26 de septiembre de 2019.

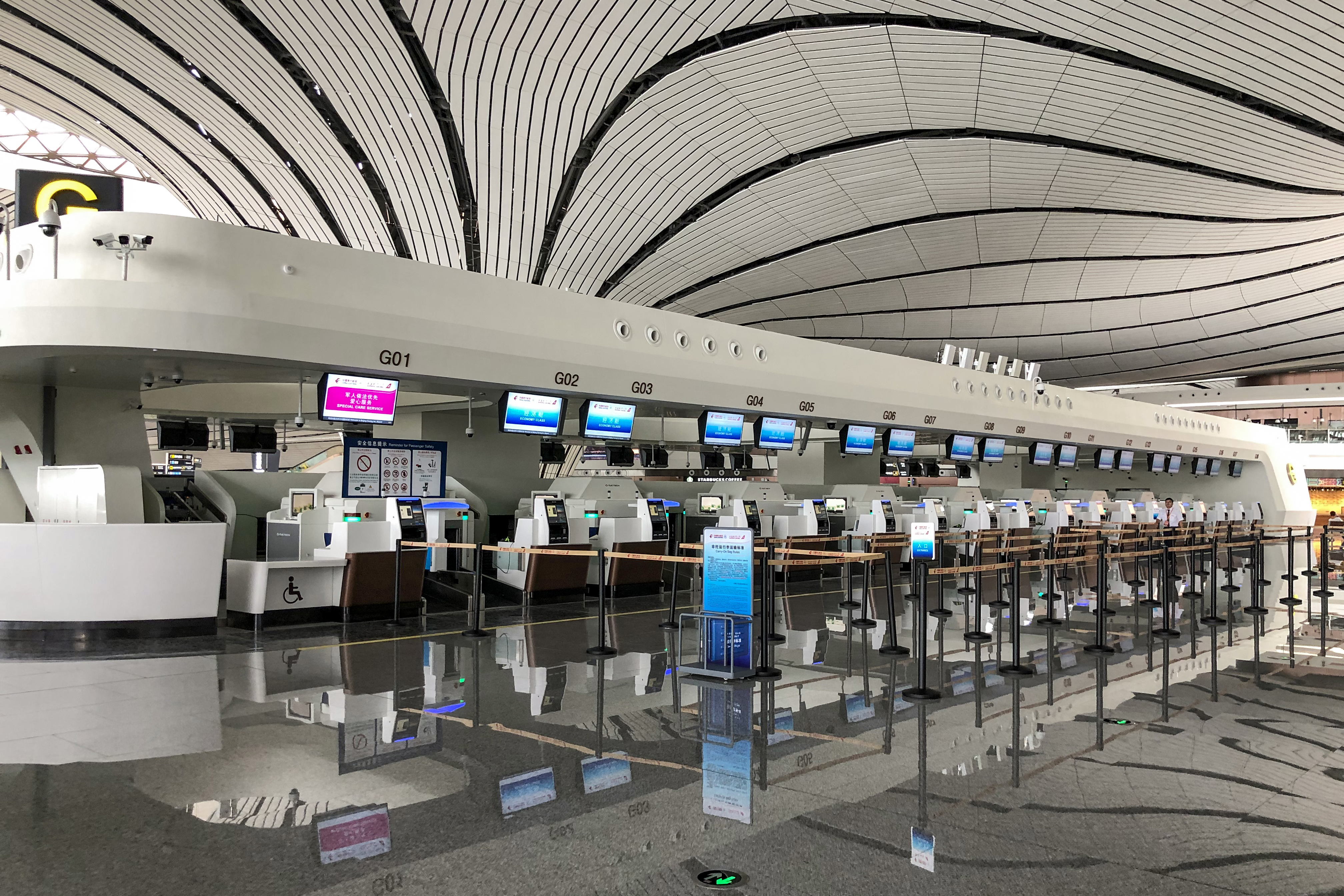
Mostradores de facturación de China Eastern Airlines

El aeropuerto sirve como centro de operaciones para China United Airlines inmediatamente después de su apertura y todos sus servicios se han trasladado a Beijing Daxing. Otros, como China Eastern Airlines y China Southern Airlines, también se trasladarán.
Tras la apertura del aeropuerto de Daxing, el aeropuerto de Beijing Nanyuan, el aeropuerto más antiguo de China, cerró el mismo día. Un aeródromo militar coexistirá en Daxing, como fue el caso en Nanyuan.

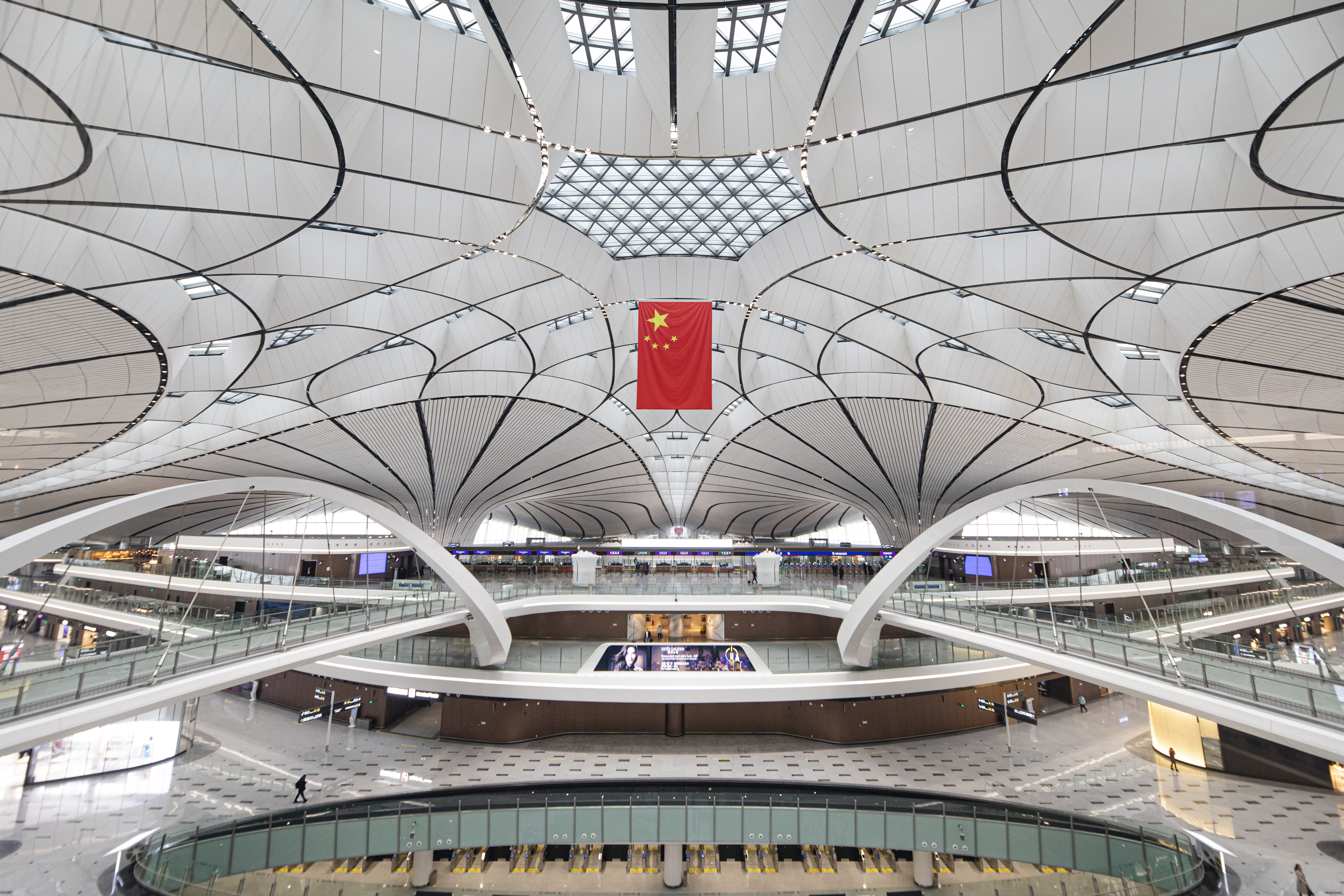
Atrio del aeropuerto donde se llevó a cabo la ceremonia de apertura

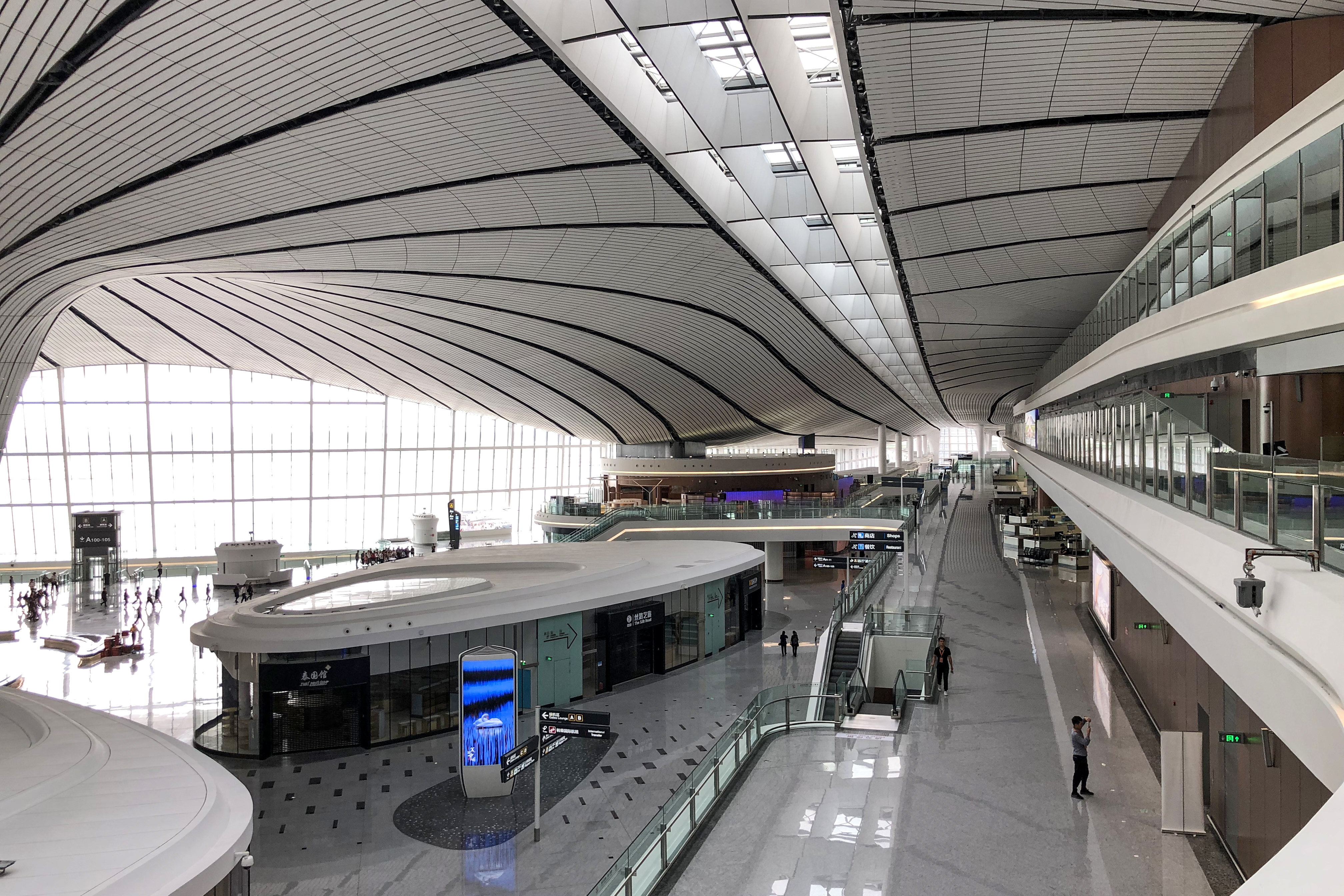
Vestíbulo A

### Desarrollo de servicios
Inicialmente se planeó que las aerolíneas de la alianza SkyTeam se trasladaran al nuevo aeropuerto, mientras que las aerolíneas de Star Alliance permanecerían en Capital, convirtiendo efectivamente ambos aeropuertos en centros. Esto se confirmó en 2016, cuando la Administración de Aviación Civil de China anunció que China Southern Airlines, China Eastern Airlines y Xiamen Airlines junto con otras aerolíneas SkyTeam se trasladarían al nuevo aeropuerto, mientras que Air China y otras aerolíneas de Star Alliance permanecerían en Capital.
Las intenciones de China Southern, China Eastern y Beijing Capital Airlines de trasladarse a Daxing fueron confirmadas por un informe de Xinhua en diciembre de 2017. Diez aerolíneas de pasajeros (China Southern Airlines, China United Airlines, Shanghai Airlines, Beijing Capital Airlines, Hebei Airlines, Spring Airlines, Okay Airways, Juneyao Airlines, XiamenAir y Donghai Airlines) y una aerolínea de carga (China Postal Airlines) firmaron acuerdos con la capital. Airport Group para ingresar al nuevo aeropuerto. CAAC requirió que cada aerolínea de China continental (que no sea China Postal Airlines) preste servicio solo a un aeropuerto del área de Beijing después de la apertura de Daxing, pero permitió que las aerolíneas extranjeras (incluidas las aerolíneas con sede en Hong Kong, Macao y Taiwán) operaran desde ambos aeropuertos si deseaba hacerlo.
China Eastern Group y China Southern Group se les asignó cada uno el 40% de los espacios de aterrizaje y el 20% restante para las aerolíneas internacionales y de China continental más pequeñas. Sin embargo, el 1 de mayo de 2019, CAAC cambió este plan, y China Eastern Group cedió el 10% de sus espacios asignados (para darle el 30% de los espacios) a Air China Group a cambio de que China Eastern Group continuara operando su Shanghai.
Los miembros de SkyTeam están trasladando lentamente los servicios a Daxing. China Eastern Airlines ha trasladado algunos destinos nacionales selectos a Daxing y ha mantenido una gran presencia en Capital. Lanzará nuevas rutas internacionales a París y Tokio a finales de marzo de 2020. De forma similar, XiamenAir trasladará sus rutas centrales a Fuzhou y Xiamen a finales de marzo de 2020, conservando otro destino nacional en Capital. Sus socios globales Delta Air Lines supuestamente se mudarán a fines de abril y Aeroflot se mudará a principios de junio
La alianza OneWorld anunció en febrero de 2019 que sus aerolíneas miembros estaban considerando un esquema formal de coubicación en Daxing, particularmente porque muchas de ellas ahora tienen asociaciones de código compartido con China Southern. Los miembros de la alianza, British Airways y Malaysia Airlines trasladaron sus vuelos de Londres-Heathrow y Kuala Lumpur a Beijing a Daxing, mientras que Finnair vuela de Helsinki a Daxing y retuvo un vuelo diario a Capital.

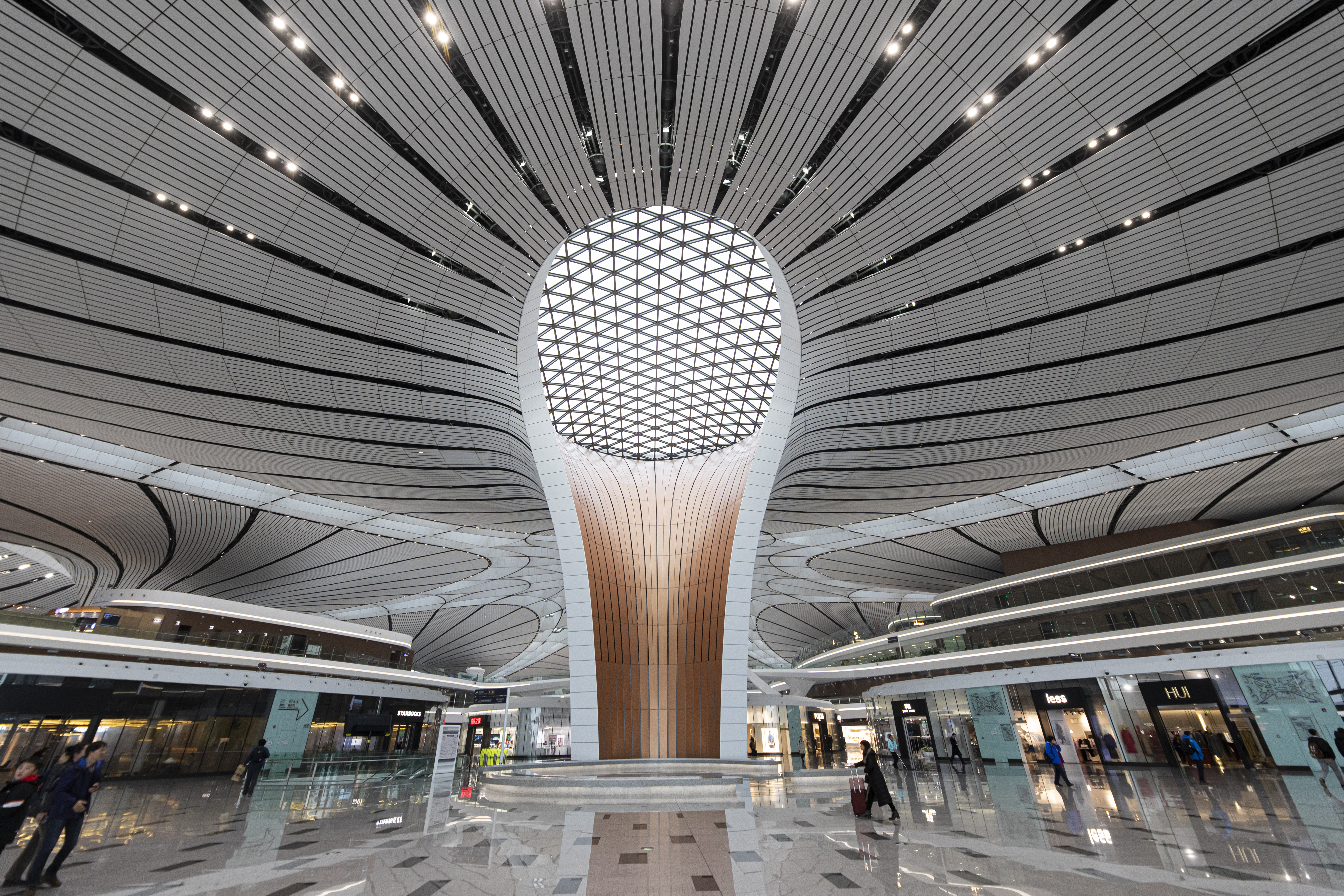
Interior del aeropuerto internacional de Beijing Daxing

S7 Airlines trasladará todos sus vuelos que cubren 5 destinos rusos a Daxing desde Capital el 29 de marzo de 2020. Qatar Airways también ha anunciado su intención de trasladarse a Daxing en el verano de 2020. American Airlines se trasladará de Capital a Daxing debido a su cierre asociación con China Southern. Royal Air Maroc, que se unió a la alianza el 1 de abril de 2020, ya opera en Daxing. Según los informes, Cathay Pacific tiene la intención de permanecer en Capital.
Algunas aerolíneas extranjeras de Star Alliance se están uniendo al miembro de pleno derecho de Air China y al socio de conexión Juneyao en Daxing. En enero de 2020, LOT Polish lanzó un vuelo de 4 semanas desde Varsovia, que complementa su vuelo de 3 semanas a la capital. También en enero de 2020, Swiss International Air Lines anunció que trasladará sus vuelos Zúrich-Pekín de Capital a Daxing a finales de marzo de 2020.
El 25 de octubre de 2020, China Southern Airlines transfirió todos sus vuelos de Pekín al aeropuerto de Daxing.

### Instalaciones aeroportuarias
La primera fase del proyecto del aeropuerto está diseñada con un objetivo de 72 millones de pasajeros, 2 millones de toneladas de carga y correo, y 620.000 movimientos de aeronaves a largo plazo.

## Aerolíneas y destinos
| Aerolíneas                    | Destinos |
| ----------------------------- | --- |
| Air China                     | Changsha, Chongqing, Harbin, Kunming, Nanning, Shanghái–Pudong, Shenyang, Shenzhen, Zhanjiang |
| Air France                    | París |
| American Airlines             | Dallas/Fort Worth |
| Beijing Capital Airlines      | Hangzhou, Lijiang, Lisboa, Malé, Qingdao, Sanya, Urumqi, Xi'an, Xiamen, Xishuangbanna |
| British Airways               | Londres–Heathrow |
| China Eastern Airlines        | Đà Nẵng, Dongying, Hangzhou, Huai'an, Harbin, Linyi, Luoyang, Qingdao, Shanghái-Pudong, Xining |
| China Southern Airlines       | Anshan, Changchun, Changde, Daqing, Ho Chi Minh, Jieyang, Nanchong, Tongren, Wenzhou, Xining, Yanji, Yinchuan, Yiwu, Zunyi–Xinzhou |
| China United Airlines         | Anshun, Arxan, Baicheng, Baotou, Bayannur, Bijie, Changsha, Changzhi, Chengdu, Chifeng, Chizhou, Dalian, Datong, Dongying, Foshan, Fuyang, Cantón, Hailar, Hanzhong, Harbin, Hefei, Hengyang, Hohhot, Huai'an, Huaihua, Huizhou, Jinchang, Kunming, Lanzhou, Lianyungang, Linyi, Longnan, Longyan, Lüliang, Manzhouli, Nanyang, Ningbo, Ordos, Qingyang, Qiqihar, Quzhou, Rizhao, Sanming, Shanghái–Hongqiao, Shanghái–Pudong, Shangrao, Shenzhen, Shiyan, Tongliao, Tongren, Ulanhot, Ulanqab, Urumqi, Weihai, Wenzhou, Wuhai, Wuzhou, Xiamen, Xiangyang, Xilinhot, Xingyi, Xinyang, Yan'an, Yancheng, Yantai, Yichun (Heilongjiang), Yinchuan, Yingkou, Yongzhou, Yueyang, Yulin, Zhuhai |

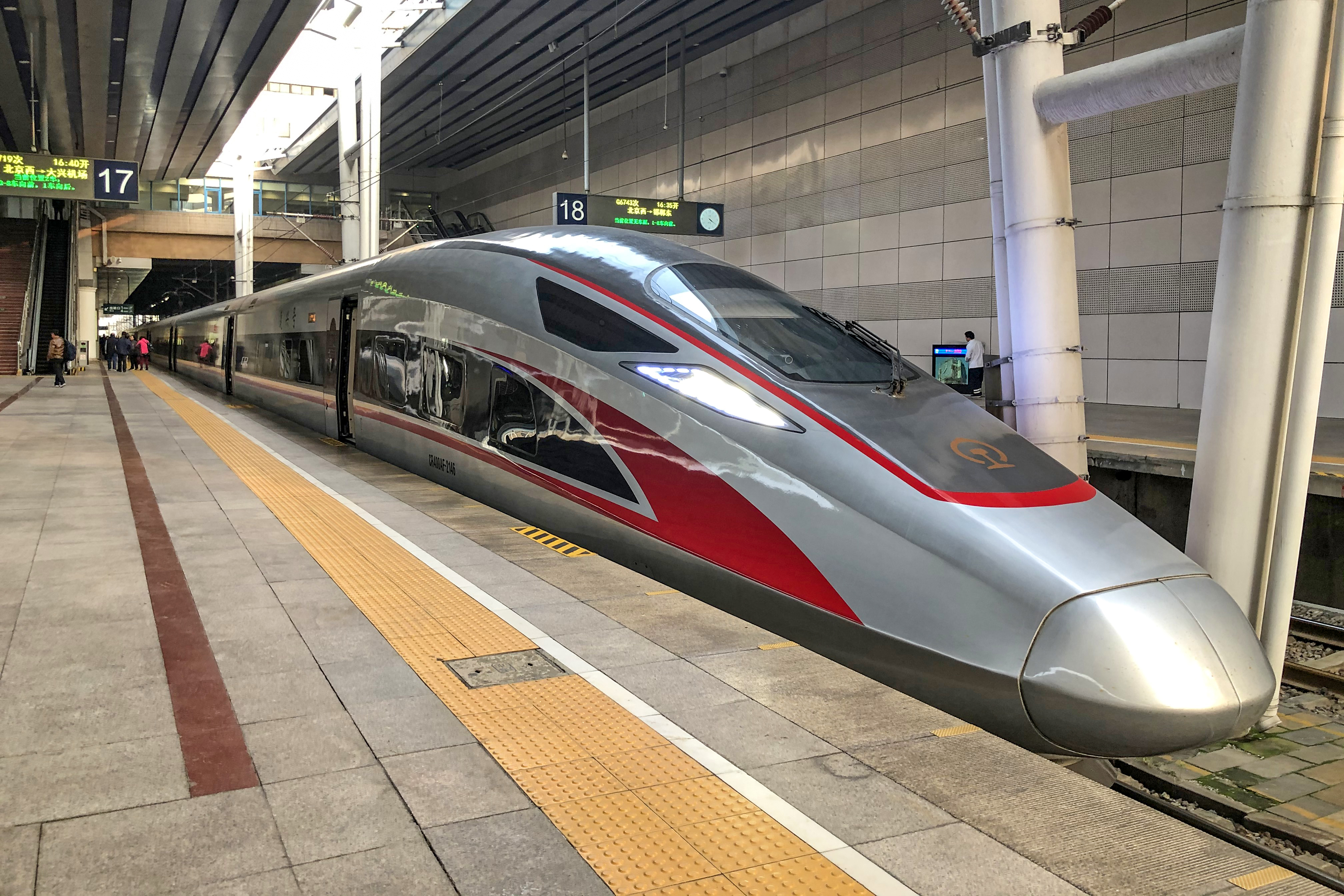
Ferrocarril interurbano Beijing-Xiong'an

| Delta Airlines                | Seattle/Tacoma |
| Finnair                       | Helsinki |
| Hebei Airlines                | Changchun, Chengdu, Hangzhou, Mianyang, Nanchang, Nanjing, Nantong, Sanya, Xingyi, Yinchuan, Zhalantun |
| Himalaya Airlines             | Katmandú |
| Juneyao Airlines              | Shanghái–Hongqiao |
| LATAM Brasil                  | París, São Paulo-GRU |
| LOT Polish Airlines           | Varsovia–Chopin (reinicia el 31 de octubre de 2021) |
| Malaysia Airlines             | Kuala Lumpur–International |
| Royal Air Maroc               | Casablanca |
| Royal Brunei Airlines         | Bandar Seri Begawan |
| Swiss International Air Lines | Zúrich |

## Transporte terrestre
El aeropuerto está conectado con la ciudad a través de varios medios de transporte, y para ello se construyó un centro de transporte terrestre debajo del edificio de la terminal. Dos estaciones de metro (para el ferrocarril interurbano Beijing-Xiong'an y el conector ferroviario interurbano) y tres estaciones de metro (Daxing Airport Express, línea 20 (línea R4) y otra línea de metro planificada) se construyeron debajo de la terminal. edificio. Actualmente, solo una de las líneas de metro (Daxing Airport Express) y una de las líneas ferroviarias (ferrocarril interurbano Beijing-Xiong'an) están en funcionamiento. El aeropuerto también cuenta con un sistema de carreteras que incluye la autopista del aeropuerto de Beijing Daxing [zh] y la autopista de la línea norte del aeropuerto de Beijing Daxing [zh] que conecta el aeropuerto y la ciudad de Beijing.

### Ferrocarril interurbano

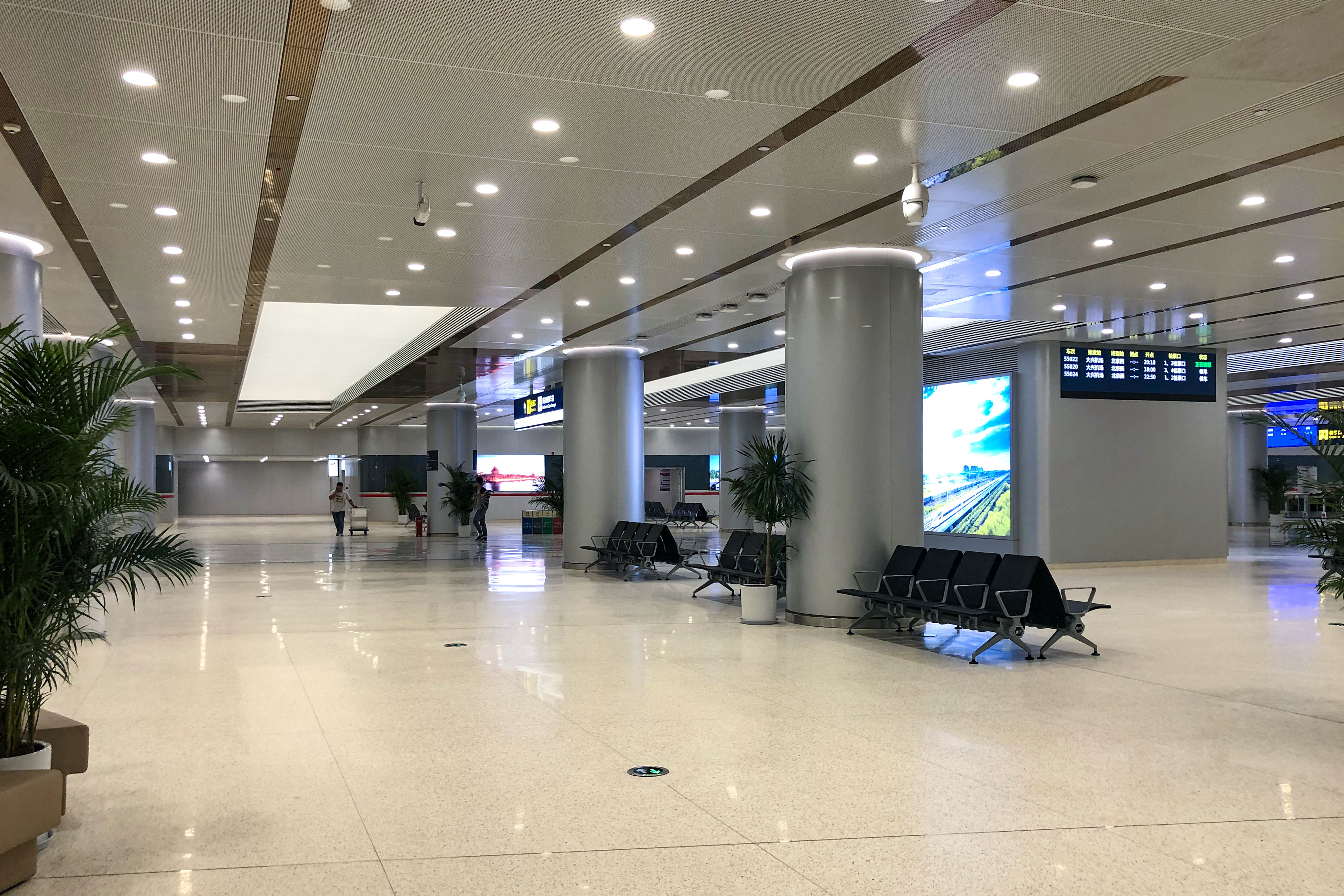
Sala de espera de la estación del aeropuerto de Daxing del ferrocarril interurbano

Un servicio ferroviario de alta velocidad, el ferrocarril interurbano Beijing-Xiong'an parte de la Estación de Pekín Oeste. Conectará el área urbana de Beijing, el distrito de Daxing de Beijing, Bazhou y Xiong'an con el nuevo aeropuerto. La sección entre el aeropuerto y Beijing operará a velocidades de 250 km / h (160 mph) y la sección entre el aeropuerto y Xiong'an operará a velocidades de 350 km / h (220 mph). La sección del aeropuerto a Beijing se abrió el 26 de septiembre de 2019, mientras que se espera que la sección del aeropuerto a Xiong'an abra a fines de 2020. Se necesitarán 28 minutos desde la estación de tren de Beijing West hasta el nuevo aeropuerto.
Otro ferrocarril interurbano, el Intercity Railway Connector, conectará Langfang, Yizhuang, el Centro Subadministrativo de Beijing en el Distrito de Tongzhou y el Aeropuerto Internacional de Beijing Capital con el Aeropuerto de Daxing. La fase I del conector ferroviario interurbano (del aeropuerto de Daxing a la Estación de Pekín Oeste) está en construcción. La fase 1 del ferrocarril finalizará en diciembre de 2022. La velocidad será de 200 km / h.
Otro servicio ferroviario de alta velocidad, el ferrocarril interurbano del aeropuerto de Tianjin-Daxing, conectará la estación de tren de Tianjin Oeste con el aeropuerto de Daxing. La construcción finalizará en 2022. La velocidad será de 250 km / h.

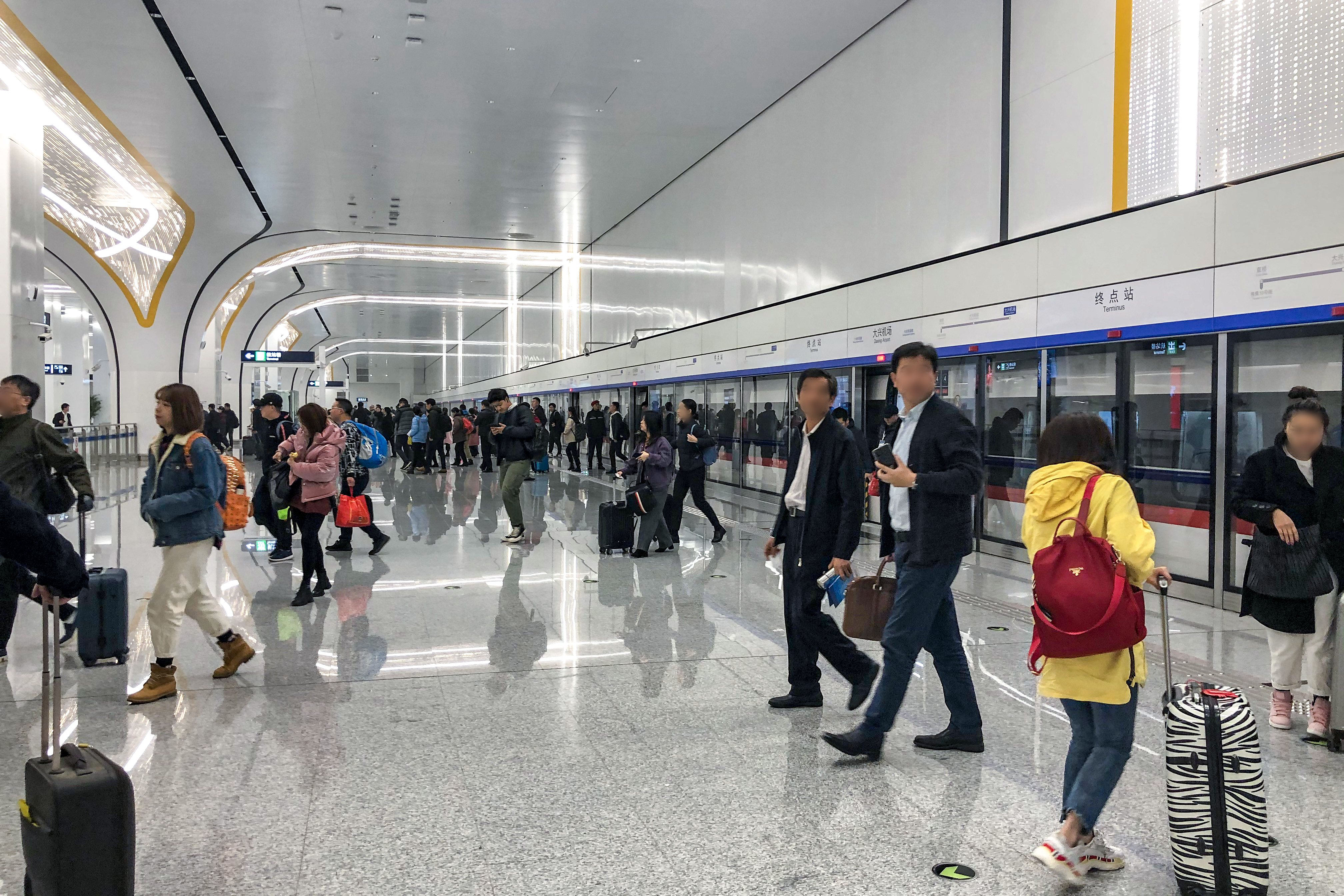
Plataforma de la estación de metro

### Metro
El Daxing Airport Express del metro de Beijing conecta el aeropuerto con el área urbana de Beijing y comenzó a operar el 26 de septiembre de 2019. La línea une la estación Caoqiao de la línea 10 con el aeropuerto. Inicialmente, solo se abrió el segmento de Caoqiao al aeropuerto, con una extensión al norte del distrito comercial de Lize programada para comenzar la construcción en 2020 y finalizar en 2022. Se está construyendo una extensión sur de la línea, también conocida como Línea R1 de Xiong'an Rail Transit [zh] (o Xiong'an a Daxing Airport Express), desde el aeropuerto de Daxing a la terminal de Xiong'an.
En la planificación a largo plazo del Metro de Beijing, se prevé que la Línea 20 (Línea R4) del Metro de Beijing termine en el nuevo aeropuerto.

## Estadísticas
| Año  | Total               | % cambio         |
| ---- | ------------------- | ---------------- |
| 2019 | 3,135,074           | Sin cambios      |
| 2020 | Cese de Operaciones | Not calculated % |